# 오세립
오세립(吳世立, 1946년 ~)은 제1대 서울서부지방법원장을 역임한 법조인이다.

## 생애
1946년 경기도 안성시 양성면에서 태어난 오세립은 1969년 고려대학교 법학과를 졸업하고 1971년 제13회 사법시험에 합격하여 1973년 광주지방법원 판사에 임용되어 서울고등법원 판사, 대구고등법원 부장판사, 서울지방법원 형사수석부장판사 등을 거쳐 서울고등법원 부장판사로 재직하던 2005년 2월 법원장으로 승진하여 서울지방법원 서부지원에서 승격한 서울서부지방법원 초대 법원장을 역임하였으며 서울서부지방법원장을 마지막으로 2005년 2월에 33년간의 법관생활을 마무리하고 개업했다. 2005년 2월 2일 서울서부지방법원 대회의실에서 열린 퇴임식에서 "판사들을 평가할 때는 성적보다는 정직과 성실을 중심에 둬야 한다. 그래야 어떤 여론에도 흔들리지 않는 사법부의 독립이 확보된다"고 말하면서 "밖에 나가 무슨 일을 하든지 법원을 성원하고 조그만 힘이라도 아끼지 않고 보태겠다"며 눈물을 흘렸다.
2005년 2월부터 법무법인 태평양에서 고문 변호사로 일하면서 경기사회복지공동모금회에 2013년 12월 3일 1억원 기부를 약정하고 법조인으로서는 최초로 25번째 경기아너소사이어티 회원으로 등록했다.

## 주요 판결
- 서울지방법원 형사합의30부 재판장으로 재직하던 2001년 2월 8일에 신한국당 대표로 있던 1996년 2월 두원그룹 김찬두 회장에게서 대한민국 제15대 국회의원 선거 전국구 공천 청탁과 함께 30억원을 받은 정치자금법 위반과 1993년 기업인에게 대출을 알선해주고 5000만원을 받은 특가법 알선수재죄와 1992년 쇼핑센터 인허가를 청탁해주고 3억원을 받은 민주국민당 김윤환 대표에게 징역5년 추징금 33억 5천만원을 선고했다.[3] 3월 22일에 자신의 승용차 안에서 여대생을 성폭행한 강간치상으로 기소된 개그맨 주병진에게  "공소사실은 모두 유죄로 인정되지만 피해자 역시 이 사건 발생에 책임이 없다고 할 수 없다"면서 "피해자가 처벌을 원치 않는다고 합의했고 피고인이 공인인 점 등을 참작했다"며 징역2년6월 집행유예 4년을 선고했다.[4] 11월 5일에 옷로비 사건 내사보고서를 유출한 혐의로 기소된 김태정 전 검찰총장에게 징역 1년 집행유예 2년을 선고하면서 박주선 전 청와대 법무비서관에게 벌금 300만원에 대해 형의 선고가를 유예했다.[5] 2002년에 2001년 언론사 세무조사 과정에서 증여세 55억원과 법인세 7억7000만원 포탈하고 45억원 회사공금 횡령 등 혐의로 검찰에 구속 기소되어 보석으로 석방된 방상훈 조선일보 사장에 대해 징역 3년과 벌금 56억원을 선고하면서  "피고인이 공소 사실의 일부 범행 내용을 다투고 있고, 국세청 추징세금과 관련해 법적 분쟁에 있는 점을 감안, 보석상태를 유지한다"고 했다.[6]
- 서울고등법원 형사2부 재판장으로 재직하던 2000년 6월 16일에 민족민주혁명당을 결성한 혐의로 국가보안법 위반(반국가단체 구성 등)으로 구속되어 1심에서 징역10년이 선고된 하영옥에게 "국가보안법도 개정의 목소리가 높아 선고를 늦추는 방법을 고려하기도 했지만 현재로선 남북관계가 어떤 방향으로 갈지 확신할 수 없고 확정된 후속조치가 없는 만큼 우선 선고를 진행하기로 했다"며 징역8년 자격정지8년을 선고하면서 국가보안법상 간첩 방조에 대해서는 원심을 파기하고 무죄를 선고했다.[7] 2003년 3월 20일에 인터넷에서 상습적으로 정치인을 비방한 글을 게재한 공직선거 및 선거부정방지법 위반으로 기소된 박모씨에 대한 항소심에서  "노무현 후보를 비방하여 집행유예를 선고받고도 한달도 안돼 또다시 정몽준 후보를 비방하는 글을 인터넷에 올리다 적발됐다"며 "피고인은 한달 사이 90여건의 비방글을 올릴 정도로 인터넷 비방에 병적인 집착을 보여 재범의 우려가 높다"고 하면서 징역1년 집행유예3년 및 사회봉사명령 300시간을 선고하면서 3년간의 보호관찰을 명령했다.[8]